# Galston
Galston (in gaelico scozzese: Baile nan Gall) è una cittadina (e un tempo burgh) di circa 4.700 abitanti della Scozia sud-occidentale, facente parte dell'area di consiglio del Ayrshire Orientale (East Ayrshire) e situata lungo il corso del fiume Irvine.

## Geografia fisica
Galston si trova a pochi chilometri ad est di Kilmarnock, tra le località di Moscow e Newmilns (rispettivamente a sud della prima e ad ovest della seconda. La località si estende in gran parte lungo la sponda meridionale del fiume Irvine.

## Monumenti e luoghi d'interesse

### Architetture militari

#### Loudoun Castle
Tra i principali luoghi d'interesse di Galston, figurano le rovine del Loudoun Castle, un castello eretto nel XII secolo, ampliato nel XIII e nel XV secolo e rimodellato nel XIX secolo.. Andò pressoché distrutto da un incendio nel 1941.

## Società

### Evoluzione demografica
Al censimento del 2011, Galston contava una popolazione pari a 4.670 abitanti, di cui 2.472 erano donne e 2.198 erano uomini.
La località ha conosciuto quindi un decremento demografico rispetto al 2001, quando contava una popolazione pari a 5.100 abitanti. Il dato è però tendente ad un lieve rialzo (la popolazione stimata nel 2015 era di circa4.730 abitanti).